# مارفن بيرس
مارفن بيرس (بالإنجليزية: Marvin Pierce) هو لاعب كرة قدم أمريكية وسياسي أمريكي، ولد في 17 يونيو 1893 في الولايات المتحدة، وتوفي في 17 يوليو 1969 في نفس البلد.